# Байжанов, Тимур Рашидович
Тиму́р Раши́дович Байжа́нов (каз. Тимур Рашидұлы Байжанов; род. 30 марта 1990, Павлодар) — казахстанский футболист, нападающий.

## Карьера

### Клубная
Воспитанник павлодарского футбола. В 2006 году дебютировал в первой лиге Казахстана, выступая за дубль команды «Иртыш». Свой первый гол в высшем дивизионе страны забил в ворота родного «Иртыша», будучи арендованным кызылординским клубом «Кайсар». В январе 2013 года подписал контракт с клубом «Кайрат». Но по окончании сезона клуб из Алматы расторг контракт с нападающим.
В феврале 2017 году перешёл в «Тараз». Сыграл 12 матчей и забил всего один гол и клуб в том сезоне вылетел из Премьер-лиги в Первую лигу. Но футболист остался в команде и в следующем сезоне в 19 играх забил три гола, после двух кругов «Тараз» шёл в тройке лидеров.
Но 31 июля 2018 года перешёл в другой клуб Первой лиги «Окжетпесу».

### В сборной
В начале 2013 года получил вызов в национальную сборную страны.

## Достижения
- Серебряный призёр чемпионата Казахстана: 2012
- Бронзовый призёр чемпионата Казахстана: 2013
- Финалист Кубка Казахстана: 2012